# زوران ماتيتش
زوران ماتيتش (بالإنجليزية: Zoran Matić)‏ هو مدرب كرة قدم ولاعب كرة قدم أسترالي، ولد في 25 ديسمبر 1944 في يوغوسلافيا. لعب مع أديلايد سيتي ووايت سيتي وودفيل.